# Lista candidaților la președinția Statelor Unite ale Americii
Acest articol reprezintă o listă a candidaților la președinția Statelor Unite. Primele alegeri prezidențiale din Statele Unite⁠(d) au avut loc în perioada 1788–1789, iar următoarele în 1792. Începând din acest an, alegerile prezidențiale au fost organizate o dată la patru ani.
Candidații prezidențiali câștigă alegerile dacă obțin majoritatea voturilor electorale. Dacă niciun candidat nu obține majoritatea voturilor electorale, câștigătorul alegerilor este determinat prin alegeri contingente⁠(d) organizate în Camera Reprezentanților Statelor Unite; această situație a avut loc de două ori în istoria Statelor Unite. Procedurile care stau la baza alegerilor prezidențiale au suferit modificări semnificative odată cu ratificarea celui de-al 12-lea amendament⁠(d) în 1804. Începând din 1824, au fost luat în considerare și votul popular național, însă acesta nu afectează în mod direct câștigătorul alegerilor prezidențiale.
Având un sistem bipartid pentru aproape întreaga sa istorie, partidele majore⁠(d) ale acestui sistem au dominat alegerile prezidențiale din Statele Unite. Cele două partide majore actuale sunt Partidul Democrat și Partidul Republican. Înainte de războiul civil american, Partidul Federalist, Partidul Democrat-Republican, Partidul Național Republican⁠(d) și Partidul Whig au reprezentat alte partide majore.

## Alegeri ante-al 12-lea amendament: 1789-1800
Înainte de ratificarea celui de-al doisprezecelea amendament în 1804, fiecare membru al Colegiului Electoral vota de două ori, fără să existe vreo diferență între voturile electorale pentru președinte și voturile electorale pentru vicepreședinte. Conform acestor reguli, cine primește cele mai multe voturi devine președinte, iar cine primește mai puține devine vicepreședinte.
Următorii candidați au primit cel puțin un vot electoral în cadrul alegerilor desfășurate înainte de ratificarea celui de-al doisprezecelea amendament în 1804. Partidele politice au început să nominalizeze candidați prezidențiali începând din alegerile prezidențiale din 1796⁠(d), iar candidații sunt listați ca membri ai Partidului Democrat-Republican (DR) sau ai Partidului Federalist (F) pentru alegerile din 1796 și 1800.
| An   | Câștigător            | Contracandidat        | Alți candidați |
| ---- | --------------------- | --------------------- | --- |
| 1789 | George Washington     | John Adams            | John Jay, Robert H. Harrison, John Rutledge, John Hancock, George Clinton, Samuel Huntington, John Milton, James Armstrong, Benjamin Lincoln, Edward Telfair                                                                 |
| 1792 | George Washington     | John Adams            | George Clinton, Thomas Jefferson, Aaron Burr |
| 1796 | John Adams (F)        | Thomas Jefferson (DR) | Thomas Pinckney (F), Aaron Burr (DR), Samuel Adams (DR), Oliver Ellsworth (F), George Clinton (DR), John Jay (F), James Iredell (F), Samuel Johnston (F), George Washington, John Henry (F), Charles Cotesworth Pinckney (F) |
| 1800 | Thomas Jefferson (DR) | Aaron Burr (DR)       | John Adams (F), Charles Cotesworth Pinckney (F), John Jay (F) |

## Alegeri post-al 12-lea amendament: 1804-prezent
De la ratificarea celui de-al doisprezecelea amendament în 1804, fiecare membru al Colegiului Electoral dă un vot pentru președinte și unul pentru vicepreședinte, iar candidații la președinție au concurat pentru un partid anume alături de un partener care să ocupe funcția de vicepreședinte.
Următorii candidați au câștigat cel puțin 0,1% din votul popular național la alegerile desfășurate din 1824 sau au obținut cel puțin un vot electoral de la un alegător care nu a fost un elector necredincios⁠(d).
- † și numele îngroșat indică un candidat câștigător
- ‡ indică un candidat pierzător care a câștigat o pluralitate sau o majoritate de voturi populare
- ↑ indică un terț sau candidat independent care a terminat pe locul al doilea la votul popular sau la votul electoral (sau ambele)
- § indică o alegere în așteptare care nu a fost pe deplin confirmată

| An   | Candidat democrat-republican | Candidat federalist            | Alți candidați |
| ---- | ---------------------------- | ------------------------------ | --- |
| 1804 | Thomas Jefferson†            | Charles Cotesworth Pinckney⁠(d) | |
| 1808 | James Madison†               | Charles Cotesworth Pinckney    | |
| 1812 | James Madison†               | DeWitt Clinton⁠(d)              | |
| 1816 | James Monroe†                | Rufus King⁠(d)                  | |
| 1820 | James Monroe†                | Nu a avut contracandidat       | |
| An   | Candidat câștigător          | Candidat învins                | Alți candidați |
| 1824 | John Quincy Adams†           | Andrew Jackson‡                | William H. Crawford (Democratic-Republican) Henry Clay (Democratic-Republican) |
| An   | Candidat democrat            | Candidat național republican   | Alți candidați |
| 1828 | Andrew Jackson†              | John Quincy Adams              | |
| 1832 | Andrew Jackson†              | Henry Clay                     | John Floyd (Partidul Nullifier⁠(d)) William Wirt (Partidul Anti-masonic) |
| An   | Candidat democrat            | Candidat Whig                  | Alți candidați |
| 1836 | Martin Van Buren†            | William Henry Harrison         | Hugh Lawson White (Whig) Daniel Webster (Whig) Willie Person Mangum (Whig) |
| 1840 | Martin Van Buren             | William Henry Harrison†        | James G. Birney (Partidul Libertății) |
| 1844 | James K. Polk†               | Henry Clay                     | James G. Birney (Partidul Libertății) |
| 1848 | Lewis Cass                   | Zachary Taylor†                | Martin Van Buren (Partidul Free Soil) |
| 1852 | Franklin Pierce†             | Winfield Scott                 | John P. Hale (Partidul Free Soil) Daniel Webster (Whig) |
| An   | Candidat democrat            | Candidat republican            | Alți candidați |
| 1856 | James Buchanan†              | John C. Frémont                | Millard Fillmore (Know Nothing) |
| 1860 | Stephen A. Douglas           | Abraham Lincoln†               | John C. Breckinridge↑ (Southern Democratic) John Bell (Partidul Uniunii Constituționale⁠(d) |
| 1864 | George B. McClellan          | Abraham Lincoln†               | |
| 1868 | Horatio Seymour⁠(d)           | Ulysses S. Grant†              | |
| 1872 | Horace Greeley               | Ulysses S. Grant†              | Charles O'Conor (Straight-Out⁠(d) |
| 1876 | Samuel J. Tilden‡            | Rutherford B. Hayes†           | Peter Cooper (Partidul Greeback⁠(d) |
| 1880 | Winfield Scott Hancock⁠(d)    | James A. Garfield†             | James B. Weaver (Partidul Greenback) Neal Dow (Partidul Prohibiției⁠(d) |
| 1884 | Grover Cleveland†            | James G. Blaine                | John St. John (Partidul Prohibiției) Benjamin Butler (Greenback/Antimonopol⁠(d) |
| 1888 | Grover Cleveland‡            | Benjamin Harrison†             | Clinton B. Fisk (Partidul Prohibiției) Alson Streeter (Union Labor⁠(d) |
| 1892 | Grover Cleveland†            | Benjamin Harrison              | James B. Weaver (Partidul Poporului⁠(d)) John Bidwell (Partidul Prohibiției) Simon Wing (Partidul Laburist⁠(d) |
| 1896 | William Jennings Bryan       | William McKinley†              | John M. Palmer (Partidul Național Democratic⁠(d)) Joshua Levering (Partidul Prohibiției) Charles H. Matchett (Partidul Laburist al Americii⁠(d) Charles E. Bentley (Partidul Prohibiției Naționale)                      |
| 1900 | William Jennings Bryan       | William McKinley†              | John G. Woolley (Partidul Prohibiției) Eugene V. Debs (Partidul Socialist al Americii⁠(d) Wharton Barker (Partidul Poporului) Joseph F. Maloney (Partidul Laburist al Americii)                                         |
| 1904 | Alton B. Parker⁠(d)           | Theodore Roosevelt†            | Eugene V. Debs (Partidul Socialist al Americii) Silas C. Swallow (Partidul Prohibiției) Thomas E. Watson (Partidul Poporului) Charles H. Corregan (Partidul Laburist al Americii)                                      |
| 1908 | William Jennings Bryan       | William Howard Taft†           | Eugene V. Debs (Partidul Socialist al Americii) Eugene W. Chafin (Partidul Prohibiției) Thomas L. Hisgen (Partidul Independenței⁠(d) Thomas E. Watson (Partidul Populist)                                               |
| 1912 | Woodrow Wilson†              | William Howard Taft            | Theodore Roosevelt↑ (Partidul Progresist, 1912⁠(d)) Eugene V. Debs (Partidul Socialist al Americii) Eugene W. Chafin (Partidul Prohibiției) Arthur E. Reimer (Partidul Laburist al Americii)                            |
| 1916 | Woodrow Wilson†              | Charles Evans Hughes           | Allan L. Benson (Partidul Socialist al Americii) Frank Hanly (Partidul Prohibiției) |
| 1920 | James M. Cox⁠(d)              | Warren G. Harding†             | Eugene V. Debs (Partidul Socialist al Americii) Parley P. Christensen (Farmer–Labor⁠(d) Aaron Watkins (Partidul Prohibiției) James E. Ferguson (Partidul American⁠(d) William Wesley Cox (Partidul Laburist al Americii) |
| 1924 | John W. Davis⁠(d)             | Calvin Coolidge†               | Robert M. La Follette (Partidul Progresist, 1924⁠(d)) Herman P. Faris (Partidul Prohibiției) William Z. Foster (Partidul Comunist) Frank T. Johns (Partidul Laburist al Americii)                                       |
| 1928 | Al Smith⁠(d)                  | Herbert Hoover†                | Norman Thomas (Partidul Socialist al Americii) William Z. Foster (Partidul Comunist) |
| 1932 | Franklin D. Roosevelt†       | Herbert Hoover                 | Norman Thomas (Partidul Socialist al Americii) William Z. Foster (Partidul Comunist) William D. Upshaw (Partidul Prohibiției) William Hope Harvey (Partidul Libertății⁠(d)                                              |
| 1936 | Franklin D. Roosevelt†       | Alf Landon⁠(d)                  | William Lemke (Partidul Uniunii⁠(d)) Norman Thomas (Partidul Socialist al Americii) Earl Browder (Partidul Comunist) |
| 1940 | Franklin D. Roosevelt†       | Wendell Willkie⁠(d)             | Norman Thomas (Partidul Socialist al Americii) Roger W. Babson (Partidul Prohibiției) Earl Browder (Partidul Comunist)                                                                                                 |
| 1944 | Franklin D. Roosevelt†       | Thomas E. Dewey                | Norman Thomas (Partidul Socialist al Americii) Claude A. Watson (Partidul Prohibiției) |
| 1948 | Harry S. Truman†             | Thomas E. Dewey                | Strom Thurmond (Dixiecrat⁠(d)) Henry A. Wallace (Partidul Progresist, 1948⁠(d) Norman Thomas (Partidul Socialist al Americii) Claude A. Watson (Partidul Prohibiției)                                                    |
| 1952 | Adlai Stevenson II           | Dwight D. Eisenhower†          | Vincent Hallinan (Partidul Progresist) Stuart Hamblen (Partidul Prohobiției) |
| 1956 | Adlai Stevenson II           | Dwight D. Eisenhower†          | T. Coleman Andrews (Dixiecrat) |
| 1960 | John F. Kennedy†             | Richard Nixon                  | Harry F. Byrd (Partidul Democrat) |
| 1964 | Lyndon B. Johnson†           | Barry Goldwater                | |
| 1968 | Hubert Humphrey              | Richard Nixon†                 | George Wallace (Partidul Independent American⁠(d) |
| 1972 | George McGovern              | Richard Nixon†                 | John G. Schmitz (Partidul Independent American) Linda Jenness (Partidul Muncitoresc Socialist⁠(d) Benjamin Spock (Partidul Poporului⁠(d)                                                                                 |
| 1976 | Jimmy Carter†                | Gerald Ford                    | Eugene McCarthy (Candidat independent) Roger MacBride (Partidul Libertarian) Lester Maddox (Partidul Independent American) Thomas J. Anderson (Partidul American⁠(d) Peter Camejo (Partidul Muncitoresc Socialist)      |
| 1980 | Jimmy Carter                 | Ronald Reagan†                 | John B. Anderson (Candidat independent) Ed Clark (Partidul Libertarian) Barry Commoner (Partidul Cetățenilor⁠(d) |
| 1984 | Walter Mondale               | Ronald Reagan†                 | David Bergland (Partidul Libertarian) |
| 1988 | Michael Dukakis              | George H. W. Bush†             | Ron Paul (Partidul Libertarian) Lenora Fulani (Partidul Noua Alianță⁠(d) |
| 1992 | Bill Clinton†                | George H. W. Bush              | Ross Perot (Candidat independent) Andre Marrou (Partidul Libertarian) Bo Gritz (Partidul Populist⁠(d) |
| 1996 | Bill Clinton†                | Bob Dole                       | Ross Perot (Partidul Reformator⁠(d)) Ralph Nader (Partidul Verde⁠(d) Harry Browne (Partidul Libertarian) Howard Phillips (Partidul Constituției⁠(d) John Hagelin (Partidul Dreptul Natural⁠(d)                             |
| 2000 | Al Gore‡                     | George W. Bush†                | Ralph Nader (Partidul Verde) Pat Buchanan (Partidul Reformator) Harry Browne (Partidul Libertarian) |
| 2004 | John Kerry                   | George W. Bush†                | Ralph Nader (Independent/Partidul Reformator) Michael Badnarik (Partidul Libertarian) Michael Peroutka (Partidul Constituției) David Cobb (Partidul Verde)                                                             |
| 2008 | Barack Obama†                | John McCain                    | Ralph Nader (Candidat independent) Bob Barr (Partidul Libertarian) Chuck Baldwin (Partidul Constituției) Cynthia McKinney (Partidul Verde)                                                                             |
| 2012 | Barack Obama†                | Mitt Romney                    | Gary Johnson (Partidul Libertarian) Jill Stein (Partidul Verde) |
| 2016 | Hillary Clinton‡             | Donald Trump†                  | Gary Johnson (Partidul Libertarian) Jill Stein (Partidul Verde) Evan McMullin (Candidat independent) Darrell Castle (Partidul Constituției)                                                                            |
| 2020 | Joe Biden†                   | Donald Trump                   | Jo Jorgensen (Partidul Libertarian) Howie Hawkins (Partidul Verde) |